# Serge Golovine
Serge Golovine (Monaco, 30 de octubre de 1924-Boulogne-Billancourt, 31 de julio de 1998) fue un bailarín, coreógrafo y maestro de ballet francés. Estudió danza en Niza con Julie Sedova y en los años 40 formó parte del ballet de la Ópera de Montecarlo y del Ballet de la Ópera de París. Desde 1950 a 1962 fue estrella del Grand Ballet du Marquis de Cuevas con el que alcanzó fama internacional por su elegancia y brillantez técnica.

## Comienzos
Hijo de un oficial de caballería ruso emigrado y de una francesa de la Bretaña Golovine creció en un ambiente propicio a las artes ya que su abuela paterna era pianista. Gracias a ella entró con diez años junto a su hermana Solange en las clases de Julie Sedova, antigua primera bailarina del Teatro Mariinski, que tras abandonar la Rusia de la Revolución dirigía un estudio de danza en Niza. Allí Golovine aprendió los fundamentos del ballet clásico y ya hacia 1940 contribuía a la economía familiar bailando con su hermana ocasionalmente en público en Niza o Montecarlo. En esta ciudad vio bailar a Jean Babilée con los Ballets de Cannes y le convirtió en su modelo artístico. En 1941 los hermanos Golovine fueron contratados por el ballet de la Ópera de Montecarlo, en el que alcanzaron pronto el rango de solistas, llegando a interpretar  El Espectro de la rosa  en mayo de 1944. Poco después se hizo cargo de la dirección del ballet Serge Lifar y el contrato de Golovine no fue renovado.
La familia al completo se trasladó a París en busca de mejores perspectivas. Afortunadamente Golovine fue admitido en el ballet de la Ópera en septiembre de 1946 y aunque tuvo que empezar desde abajo en el corps de ballet ascendió rápidamente al rango de solista (grand sujet). En la Ópera tuvo como profesores a Gustave Ricaux y Carlota Zambelli, y por su cuenta asistió a las clases de Olga Preobrazhénskaya. El regreso de Lifar a la dirección del ballet de la Ópera en 1947 repercutió nuevamente de manera negativa en la carrera de Golovine, que sintiéndose postergado decidió no renovar su contrato con la Ópera en el verano de 1946 y volver a Montecarlo.

## Grand Ballet du Marquis de Cuevas
En Montecarlo se acababa de formar el Nouveau Ballet de Monte Carlo bajo los auspicios del mecenas norteamericano George de Cuevas. La nueva compañía que pronto empezó a actuar bajo el nombre de Grand Ballet du Marquis de Cuevas recibió a Golovine con los brazos abiertos y le colocó en la cabecera con estrellas internacionales como Rosella Hightower, George Skibine, Marjorie Tallchieff, Vladimir Skouratoff y otros. Además de números de virtuosismo como El cisne negro, El pájaro azul o El Espectro de la rosa, interpretó los clásicos El lago de los cisnes y Las sílfides y ballets modernos como La sonámbula de Balanchine. Sus parejas más congeniales fueron Rosella Hightower y Nina Vyroubova. Con esta última estrenó La chanson de l´éternelle tristesse y L´amour et son destin en 1957. Golovine fue fiel al Ballet de Cuevas hasta el último momento y protagonizó con Liane Daydé y Vyroubova el espectacular montaje de La bella durmiente estrenado en 1960 que fue el epitafio de la compañía, disuelta en 1962. Después de un intento fugaz de formar una compañía propia Golovine ocupó el puesto de maestro de ballet y coreógrafo en el Grand Théâtre de Ginebra de 1964 a 1969 y abrió una escuela de danza en esa ciudad para dedicarse por completo a la enseñanza. De 1981 a 1987 fue profesor de la escuela del Ballet de la Ópera de París, dirigida entonces por la antigua primera bailarina Claude Bessy. Golovine contrajo matrimonio con ella en 1996-